# Kursath
Kursath es un pueblo y nagar Panchayat situado en el distrito de Hardoi en el estado de Uttar Pradesh (India). Su población es de 5924 habitantes (2011). 

## Demografía
Según el censo de 2011 la población de Kursath era de 5924 habitantes, de los cuales 3177 eran hombres y 2747 eran mujeres. Kursath tiene una tasa media de alfabetización del 80,07%, superior a la media estatal del 67,68%: la alfabetización masculina es del 87,23%, y la alfabetización femenina del 71,72%.